# Wag Islands
Wag Islands är öar i Kanada.   De ligger i territoriet Nunavut, i den östra delen av landet, 2 200 km nordväst om huvudstaden Ottawa.